# Gereja Ayam
Gereja Ayam (nebo Bukit Rhema) je modlitební místo, často mylně označované jako kostel nacházející se poblíž města Magelang na ostrově Jáva. Stavba má svým tvarem připomínat holubici, díky koruně na hlavě se ale proslavila hlavně jako „kuřecí/slepičí kostel“.

## Historie

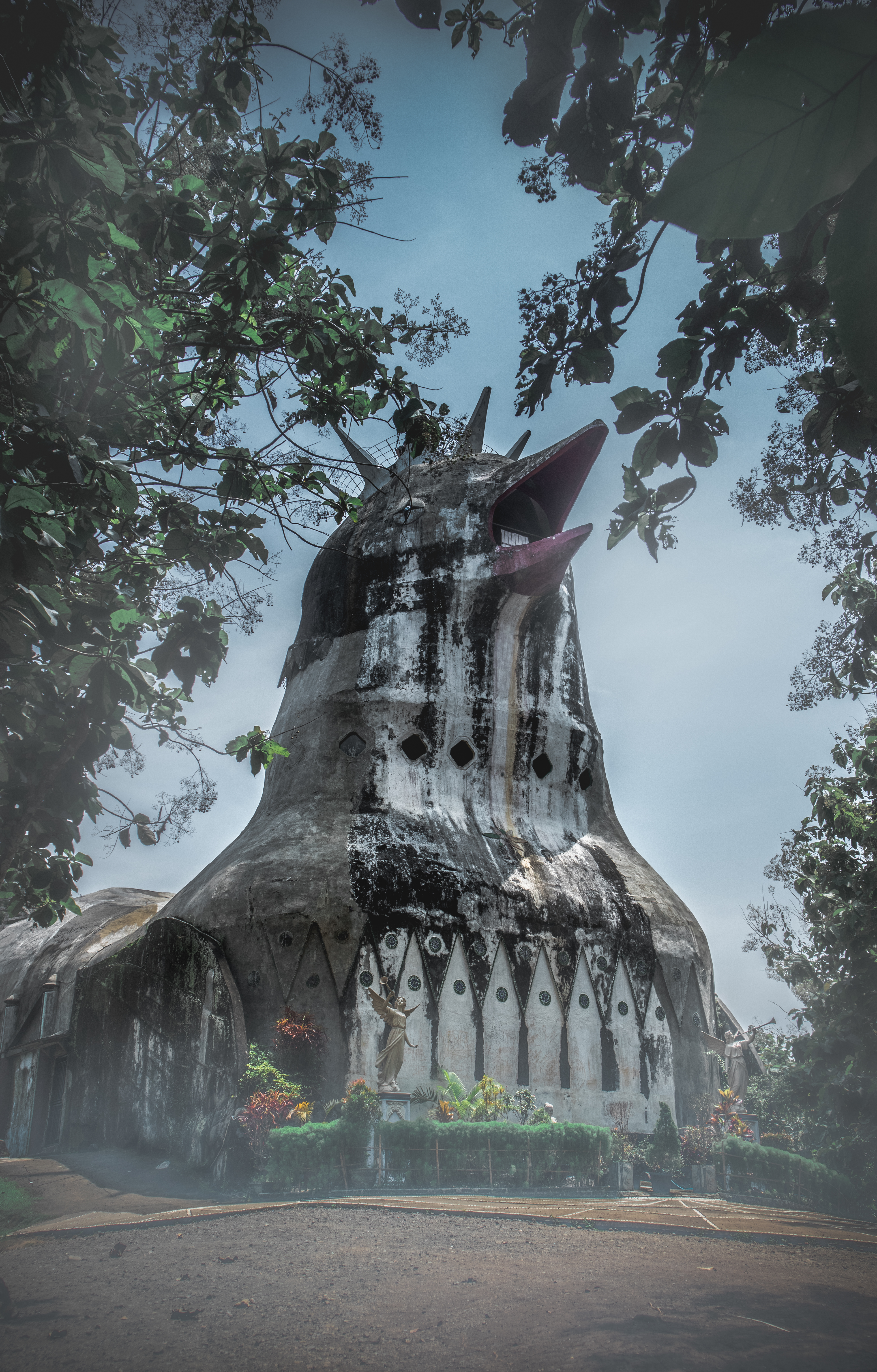
Gereja Ayam (2019)

Autorem stavby je Daniel Alamsjah, kterému se neustále vracel sen o letící holubici. Na vrcholku hory Rhema, kde dnes stavba stojí, měl v roce 1989 vizi a rozhodl se na místě postavit chrám oslavující holubici z jeho snu. Ačkoli sám Alamsjah je křesťan, Gereja Ayam mělo být modlitebním a meditačním místem pro lidi všech náboženství.
Stavbu však od začátku provázely potíže. Místní muslimské obyvatelstvo se stavbou nesouhlasilo a posílalo na stavební úřad stížnosti, nakonec nebyl chrám dokončen kvůli nedostatku financí a v roce 2000 byly stavební práce zastaveny. Dalších patnáct let byla stavba prázdná a stala se cílem vandalů a sprejerů.

## Současný stav
Díky graffiti a opuštěnosti bizarního chrámu začalo torzo stavby lákat turisty a návštěvnost prudce stoupala. Po natočení indonéského filmu Ada Apa dengan Cinta? (Jak je to s láskou?), který se natáčel právě i v okolí chrámu a několika zmínkách ve světových médiích mohl Alamsjah díky stoupající popularitě místa začít vybírat vstupné (v přepočtu 1 USD). Díky těmto penězům byl schopný začít s dostavbou. Do roku 2018 už byla postavena příjezdová silnice, položena nová dlažba a opravena střecha i okna. V hlavním sále se nachází stálá expozice historie stavby, v budově je malá kavárna pro návštěvníky. V roce 2019 navštívilo chrám 145 000 návštěvníků.